# 금땅꽈리

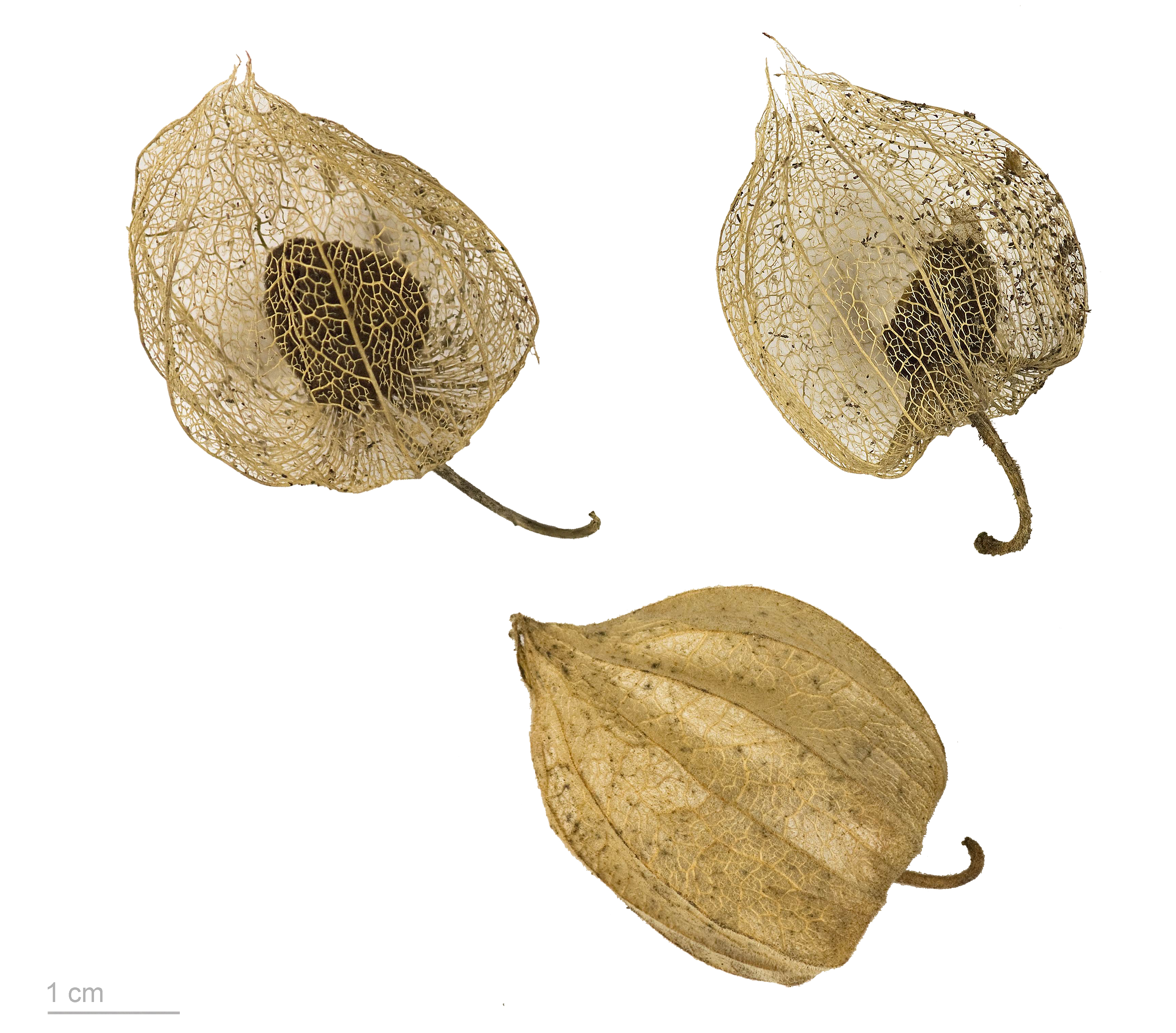
Physalis peruviana

금땅꽈리 또는 골든베리(goldenberry), 케이프 구즈베리(Cape gooseberry)는 가지과에 속하는 여러해살이풀이다.

## 생태
키는 1m 정도이다. 잎은 톱니가 있는 달걀 모양이며, 짧은 털로 덮여 있다. 추운 지역에서는 한해살이풀이지만 따뜻한 지역에서는 여러해살이풀로 살아간다. 꽃은 식물이 어느 정도 성장한 뒤부터 계속해서 피며, 흰색을 띠는 오각형 통꽃의 안쪽에 보라색의 반점 5개가 있다. 꽈리와 마찬가지로 꽃받침이 자라 열매 전체를 감싼다. 열매는 작은 노란색 토마토를 연상시키는 장과로 노란색으로 익으며 식용한다. 아메리카 일부 지역과 남아프리카 공화국에서 과일로 재배한다. 한국에서는 드물게 정원에서 재배한다.

## 이용
완전히 익은 열매는 잼 또는 파이로 가공하거나 날로 먹는다.
1. ↑  National Academies of Sciences, Engineering, and Medicine; Health and Medicine Division; Food and Nutrition Board; Committee to Review the Dietary Reference Intakes for Sodium and Potassium (2019). 〈Chapter 4: Potassium: Dietary Reference Intakes for Adequacy〉.   Oria, Maria; Harrison, Meghan; Stallings, Virginia A. 《Dietary Reference Intakes for Sodium and Potassium》. The National Academies Collection: Reports funded by National Institutes of Health. Washington, DC: National Academies Press (US). 120–121쪽. doi:10.17226/25353. ISBN 978-0-309-48834-1. PMID 30844154. 2024년 12월 5일에 확인함.
2. ↑  United States Food and Drug Administration (2024). “Daily Value on the Nutrition and Supplement Facts Labels”. 《FDA》. 2024년 3월 27일에 원본 문서에서 보존된 문서. 2024년 3월 28일에 확인함.